# Omega (Computerspiel)
Omega ist ein 1989 erschienenes Computer-Strategiespiel, das von Origin Systems entwickelt und vermarktet worden ist.
Ziel des Spiels ist es, einen Panzer selbst zu erstellen und für seine Bewegungsabläufe eine KI in einer BASIC-ähnlichen Sprache zu programmieren. Zusätzlich konnte man auch noch Umgebungskarten erstellen oder mittels Modem von Mailboxen herunterladen.

## Rezeption
Das Spiel sei sehr bedienerfreundlich. Die Programme werden über eine grafische Oberfläche zusammengeklickt und es gibt vorgefertigte Module. Zudem erkläre das ausführlich Handbuch. Grafik und Sound seien spärlich. Das Scrolling ruckele. Das Programm wurde ohne Kopierschutz ausgeliefert. Die Benutzeroberfläche sei durchdacht und gut strukturiert. Fehler im Quelltext werden schnell präsentiert. Die Spielidee sei originell.